# Regis Felisberto Masarim
Regis Felisberto Masarim (6 maart 1973) is een voormalig Braziliaans voetballer.

## Carrière
Regis Felisberto Masarim speelde tussen 1992 en 1993 voor Kashima Antlers.

## Statistieken

### J.League
| Seizoen | Club            | Competitie | J.League | J.League | J.League Cup | J.League Cup | Totaal | Totaal |
| Seizoen | Club            | Competitie | Wed.     | Dlp.     | Wed.         | Dlp.         | Wed.   | Dlp.   |
| ------- | --------------- | ---------- | -------- | -------- | ------------ | ------------ | ------ | ------ |
| 1992    | Kashima Antlers | J1 League  | -        | -        | 0            | 0            | 0      | 0      |
| 1993    | Kashima Antlers | J1 League  | 8        | 0        | 0            | 0            | 8      | 0      |
| Totaal  | Totaal          | Totaal     | 8        | 0        | 0            | 0            | 8      | 0      |